# Плавання на літніх Олімпійських іграх 2020 — 1500 метрів вільним стилем (чоловіки)
Змагання з плавання на 1500 метрів вільним стилем серед чоловіків на літніх Олімпійських іграх 2020 відбулися 30 липня і 1 серпня 2021 року в Олімпійському центрі водних видів спорту. Це була двадцять сьома поспіль поява цієї дисципліни на Олімпійських іграх. Її проводили на кожній Олімпіаді починаючи з 1904 року.

## Рекорди
Перед цими змаганнями чинні світовий і олімпійський рекорди були такими:
| Світовий рекорд     | Сунь Ян (CHN) | 14:31.02 | Лондон, Велика Британія | 4 серпня 2012 | [ 2 ] [ 3 ] |
| Олімпійський рекорд | Сунь Ян (CHN) | 14:31.02 | Лондон, Велика Британія | 4 серпня 2012 | [ 2 ] [ 3 ] |

## Кваліфікація
Олімпійський кваліфікаційний норматив для цієї дисципліни становить 15 хвилин 0,99 секунди. За цим нормативом від кожного Національного олімпійського комітету (NOC) можуть автоматично кваліфікуватися щонайбільше два плавці, виконавши його на затверджених кваліфікаційних змаганнях. Норматив олімпійського відбору становить 15 хвилин 28,02 секунди. За цим нормативом від кожного НОК може кваліфікуватися щонайбільше один плавець, що посідає досить високе місце у світовому рейтингу, поки не буде вичерпано квоту для всіх плавальних дисциплін. НОК, що ще не має плавця в жодній дисципліні, може скористатися зі свого права на універсальну квоту.

## Формат змагань
Змагання складаються з двох раундів: попередні запливи та фінал. Плавці, що показали 8 найкращих результатів у попередніх запливах, виходять до фіналу. У тому разі, коли на останнє місце потрапляння до фіналу претендують два чи більше плавця з однаковим часом, передбачено перепливання.

## Розклад
Змагання тривають два дні, кожний раунд наступного дня.
Часовий пояс - японський стандартний час (UTC + 9)
| Дата     | Час   | Раунд             |
| -------- | ----- | ----------------- |
| 30 липня | 19:48 | Попередні запливи |
| 1 серпня | 10:44 | Фінал             |

## Результати

### Попередні запливи
Плавці, що показали 8 найкращих результатів незалежно від запливу, виходять до фіналу.
| Місце | Заплив | Доріжка | Плавець               | Країна                           | Час      | Примітки |
| ----- | ------ | ------- | --------------------- | -------------------------------- | -------- | -------- |
| 1     | 4      | 5       | Михайло Романчук      | Україна (UKR)                    | 14:45.99 | Q        |
| 2     | 4      | 3       | Роберт Фінк           | США (USA)                        | 14:47.20 | Q        |
| 3     | 3      | 4       | Флоріан Веллброк      | Німеччина (GER)                  | 14:48.53 | Q        |
| 4     | 4      | 4       | Грегоріо Пальтріньєрі | Італія (ITA)                     | 14:49.17 | Q        |
| 5     | 3      | 3       | Денієл Джервіс        | Велика Британія (GBR)            | 14:50.22 | Q        |
| 6     | 3      | 7       | Сергій Фролов         | Україна (UKR)                    | 14:51.83 | Q        |
| 7     | 2      | 8       | Фелікс Аубек          | Австрія (AUT)                    | 14:51.88 | Q        |
| 8     | 2      | 3       | Кирило Мартиничев     | Олімпійський комітет Росії (ROC) | 14:52.66 | Q        |
| 9     | 3      | 2       | Доменіко Ачеренца     | Італія (ITA)                     | 14:53.84 |          |
| 10    | 4      | 7       | Джек Маклафлін        | Австралія (AUS)                  | 14:56.98 |          |
| 11    | 4      | 2       | Лукас Мертенс         | Німеччина (GER)                  | 14:59.45 |          |
| 12    | 3      | 8       | Нгуєн Хуй Хоанг       | В'єтнам (VIE)                    | 15:00.24 |          |
| 13    | 4      | 1       | Гільєрме Коста        | Бразилія (BRA)                   | 15:01.18 |          |
| 14    | 3      | 1       | Антон Іпсен           | Данія (DEN)                      | 15:01.58 |          |
| 15    | 2      | 5       | Гергелі Дьюрта        | Угорщина (HUN)                   | 15:01.85 |          |
| 16    | 2      | 4       | Томас Нілл            | Австралія (AUS)                  | 15:04.65 |          |
| 17    | 2      | 6       | Майкл Брінеґар        | США (USA)                        | 15:04.67 |          |
| 18    | 2      | 7       | Віктор Юханссон       | Швеція (SWE)                     | 15:05.53 |          |
| 19    | 4      | 8       | Олександр Єгоров      | Олімпійський комітет Росії (ROC) | 15:06.55 |          |
| 20    | 1      | 5       | Денієл Віффен         | Ірландія (IRL)                   | 15:07.69 |          |
| 21    | 3      | 5       | Генрік Крістіансен    | Норвегія (NOR)                   | 15:11.14 |          |
| 22    | 2      | 2       | Акош Кальмар          | Угорщина (HUN)                   | 15:17.02 |          |
| 23    | 3      | 6       | Ян Міцка              | Чехія (CZE)                      | 15:17.71 |          |
| 24    | 2      | 1       | Чен Лун               | Китай (CHN)                      | 15:18.71 |          |
| 25    | 1      | 3       | Марсело Акоста        | Сальвадор (ESA)                  | 15:27.37 |          |
| 26    | 4      | 6       | Александер Нерґор     | Данія (DEN)                      | 15:28.70 |          |
| 27    | 1      | 4       | Афлах Фадлан Правіра  | Індонезія (INA)                  | 15:29.94 |          |
| 28    | 1      | 2       | Тхео Друенне          | Монако (MON)                     | 16:17.20 |          |
| 29    | 1      | 6       | Марван Ель-Камаш      | Єгипет (EGY)                     | DNS      |          |

### Фінал
| Місце | Доріжка | Плавець               | Країна                           | Час      | Примітки |
| ----- | ------- | --------------------- | -------------------------------- | -------- | -------- |
| 1     | 5       | Роберт Фінк           | США (USA)                        | 14:39.65 |          |
| 2     | 4       | Михайло Романчук      | Україна (UKR)                    | 14:40.66 |          |
| 3     | 3       | Флоріан Веллброк      | Німеччина (GER)                  | 14:40.91 |          |
| 4     | 6       | Грегоріо Пальтріньєрі | Італія (ITA)                     | 14:45.01 |          |
| 5     | 2       | Денієл Джервіс        | Велика Британія (GBR)            | 14:55.48 |          |
| 6     | 8       | Кирило Мартиничев     | Олімпійський комітет Росії (ROC) | 14:55.85 |          |
| 7     | 1       | Фелікс Аубек          | Австрія (AUT)                    | 15:03.47 |          |
| 8     | 7       | Сергій Фролов         | Україна (UKR)                    | 15:04.26 |          |